# Campuac
Campuac é uma comuna francesa na região administrativa de Occitânia, no departamento de Aveyron. Estende-se por uma área de 19,19 km². Em 2010 a comuna tinha 458 habitantes (densidade: 23,9 hab./km²).